# شعب الماساي

علم شعب الماساي

شعب الماساي هم مجموعة قومية نيلية وهم شبه رُحَّل يتمركزون في كينيا وشمال تنزانيا. أنهم من بين أفضل الجماعات العرقية الأفريقية المعروفة، بسبب العادات كالحج إلى بركان أولدوينيو لنغاي واللباس المميز والإقامة بالقرب من الحدائق الكثيرة في شرق أفريقيا. وقد بلغ عدد سكان الماساي 841 ألف حسب إحصاء 2009 مقارنة بـ377 ألف في عام 1989.
هاكونا ماطاطا – جامبو – كاريبو. هي عبارات مختصرة تتراوح ما بين الترحيب والاستجابة وأن كل شيء على ما يُرام سيدي الضيف. أفراد قبائل الماساي المنتشرين بين شرقي تنزانيا بإقليم أروشا ومقاطعة ناروك غربي كينيا لا يتحدثون بغير اللغة السواحيلية.

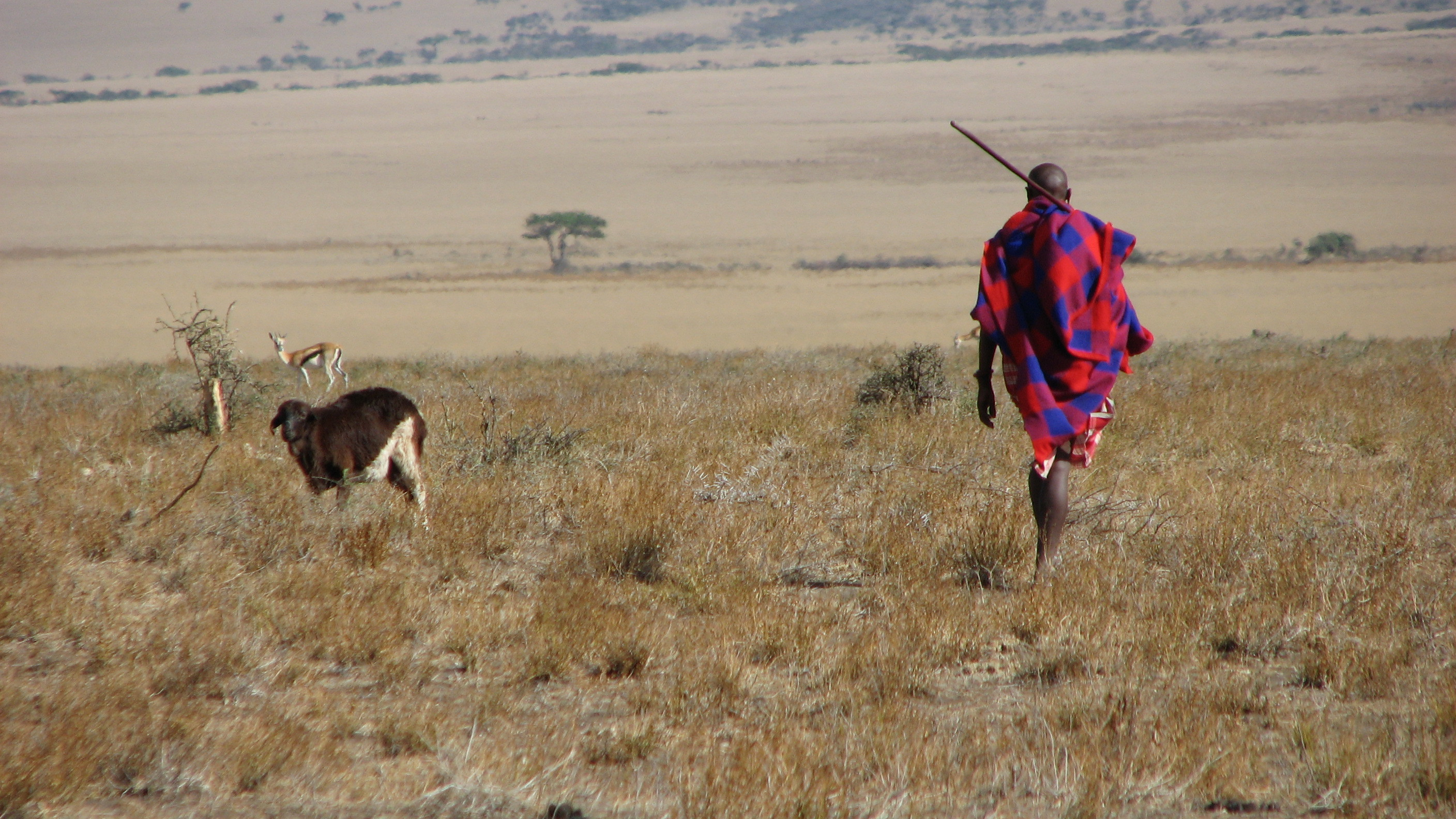
رجل ماساي

## وصف عام
وهو شعب قبلي يتواجد في إفريقيا وتحديدًا في جنوب كينيا وشمال تنزانيا، وتعيش هذه القبائل على الرعي وتربية
الأبقار، وأفراد الماساي مسالمون إلى حد كبير خصوصًا مع الزوار الأجانب، ويعتقد أغلب أفراد شعب الماساي أن الإله الذي
يؤمنون به (إنكاري) يعيش على فوهة جبل بركاني، وأنه قد نزل من السماء وأنزل الأبقار معه ووهبها لأفراد القبيلة، واعتنقت طائفة من أفراد هذه القبيلة الإسلام كما اعتنقت طائفة أخرى منهم المسيحية، ويقوم أفراد هذه الماساي في بعض الأحيان
بشرب دم البقر بعد مزجه بالحليب، لإعتقادهم أن دم البقر يُعطي بروتينات أكثر من اللحم واللبن، أما الطريقة التي يستخرجون بها الدم من البقر فتكون من خلال غرس سهم في رقبة البقرة ثم يجمع الدم في وعاء ويمزج بعد ذلك بالحليب،
ويتم شرب دم البقر في مناسبات خاصة مثل مراسيم الختان الجماعي، ويتم تقديم دم البقر كذلك للمرضى والحوامل والمرضعات
لإعتقادهم بأنه يقوّي الجهاز المناعي، ولمحاربي الماساي تقليدٌ متوارثٌ وهو أن يقوم المحارب الفتي بقتل أسد باستخدام
حربة كتعبير على التحول من طور الفتى الصغير إلى طور المحارب القوي، وكإظهارٍ للقوة والحكمة والمهارة.

## التاريخ
يعيش شعب الماساي في منطقة البحيرات العُظمى الإفريقية التي وصلوا إليها عبر جنوب السودان. معظم المتحدثين باللغة النيلية في المنطقة، بما في ذلك الماساي والتوركانا والكالينجين، هم من الرعاة ويشتهرون بسمعتهم المخيفة كمحاربين وسارقي ماشية. تبنت الماساي ومجموعات أخرى في شرق إفريقيا عادات وممارسات من المجموعات المجاورة الناطقة باللغة الكوشية، بما في ذلك نظام الفئة العمرية للتنظيم الاجتماعي، والختان، والألفاظ المعجمية.

### الأصل الهجرة والتماثل
وفقًا لتاريخهم الشفوي، كانت بداية نُشُوء قبائل الماساي من وادي النيل الأدنى شمال بحيرة توركانا (شمال غرب كينيا) ثُمَّ بدأت تهاجر جنوبًا في حوالي القرن الخامس عشر، لتصل إلى جزء طويل من الأرض يمتد مما هو الآن شمال كينيا إلى وسط تنزانيا بين القرن السابع عشر وأواخر القرن الثامن عشر. وقد تم تهجير العديد من المجموعات العرقية التي كانت قد شكلت بالفعل مستوطنات في المنطقة قسراً من قبل الماساي الوافدين، بينما تم تمثُّل مجموعات أخرى، خاصة مجموعات كوشيت الجنوبية، في مجتمع الماساي. وبالمثل، استوعب أسلاف كالينجين النيلية بعض السكان الكوشيين الأوائل.

### الاستيطان في شرق إفريقيا
بلغت أراضي الماساي أكبر حجم لها في منتصف القرن التاسع عشر، وغطت تقريبًا كل الوادي المتصدع العظيم والأراضي المجاورة من جبل مارسابيت في الشمال إلى دودوما في الجنوب. في هذا الوقت، قام الماساي، بالإضافة إلى المجموعة النيلية الأكبر التي كانوا جزءًا منها، بتربية الماشية في أقصى الشرق مثل ساحل تانجا في تنجانيقا (الآن البر الرئيسي لتنزانيا). استخدم المغيرون الرماح والدروع، لكنهم كانوا يخشون أكثر من رمي الهراوات (أورينكا) التي يمكن رميها بدقة من مسافة 70 خطوة (حوالي 100 متر). في عام 1852، كان هناك تقرير عن تجمع 800 من محاربي الماساي وهم يتحركون فيما يعرف الآن بكينيا. في عام 1857، بعد إخلاء «برية واكوافي» في ما يعرف الآن بجنوب شرق كينيا، هدد محاربو الماساي مدينة مومباسا الواقعة على الساحل الكيني.
وبسبب هذه الهجرة، فإن الماساي هم المتحدثون النيليون في أقصى الجنوب. أعقب فترة التوسع الماساي ما يعرف بمدة "Emutai" من 1883-1902. إذ هي فترة تميزت بأوبئة الالتهاب الرئوي الجنبي البقري المعدي، والطاعون البقري (انظر وباء الطاعون البقري الأفريقي عام 1890)، والجدري. كان التقدير الذي قدمه أولاً ملازم ألماني فيما كان يُعرف آنذاك بشمال غرب تنجانيقا، هو أن 90٪ من الماشية ونصف الحيوانات البرية قد هلكت بسبب الطاعون البقري. زعم الأطباء الألمان في نفس المنطقة أن في «كل ثانية» ظهرت على الأفارقة علامات البثور نتيجة الإصابة بالجدري. تزامنت هذه الفترة مع الجفاف. أما الأمطار فقد انقطعت تمامًا بين عامي 1897 و1898.
يوجد في الأساس اثنان وعشرون قطاعًا جغرافيًا أو قبيلة فرعية من مجتمع الماساي، ولكل منها عاداتها ومظهرها وقيادتها ولهجتها الخاصة. تُعرف هذه التقسيمات الفرعية باسم «الأمم» أو «إيلوشون» بلغة الماساي.

## الجينات
ساعدت التطورات الأخيرة في التحليلات الجينية على تسليط بعض الضوء على التكوين الإثني لشعب الماساي. وقد ساعدت علم الأنساب الجيني، وهو استخدام تحليل الجينات لأفراد حديثين لمعرفة أصولهم العرقية والجغرافية، في توضيح الخلفية التاريخية المحتملة لشعب الماساي الحديث.[بحاجة لمصدر]

### الحمض النووي الصبغي
جرى فحص الحمض النووي الصبغي الجسمي لشعب الماساي ضمن دراسة شاملة أجرتها الأخصائية سارا تيشكوفت وآخرون (عام 2009) عن الانتماءات والأصول الوراثية لمختلف السكان في أفريقيا. ووفقا للدراسة، فإن شعب الماساي «قد حافظوا على ثقافتهم في مواجهة التدهور الوراثي الشامل». وتُشير تيشكوفت أيضًا إلى أن: «العديد من السكان الناطقين بلغات نيلية صحراوية في شرق أفريقيا، مثل الماساي، يظهرون على شكل جماعات متعددة بما يتفق مع الدليل اللغوي على استيعاب العرق النيلي للغات الكوشية على مدى ال 3000 سنة الماضية ومع التكرار المتزايد للطفرة الشرق أفريقية الشرقية المشتركة والمرتبطة بقدرة اللاكتوز على التحمّل».

## الثقافة

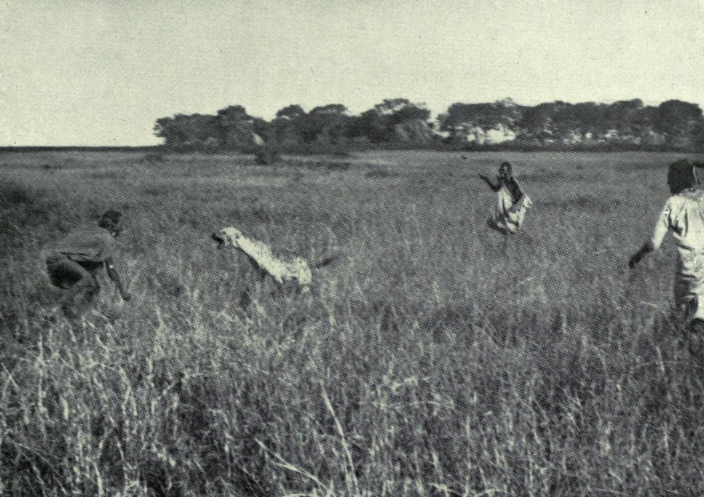
محاربون من شعب الماساي يواجهون ضبعًا رقطاء.

يتسّم مجتمع الماساي بطبيعة ونظام أبوي قوي، إذ يتولّى كبار السن اتخاذ القرارات المتعلقة بأغلب الأمور الرئيسية بالنسبة لكل مجموعة من جماعات الماساي إذ تغطي مجموعة كاملة من القوانين الشفوية جوانب عديدة من السلوك. لا يوجد قانون عقوبة الإعدام بشكل رسمي، وعادةّ ما تنتهي المشكلة بمقايضة الماشية كتعويض. كما أن هناك عملية خارج المحكمة تسمى «أميتو» أو «صنع السلام» أو «آروب»، والتي تنطوي على تقديم اعتذار وأسف شديدين. لدى شعب الماساي معتقدات توحيدية تدعو للإيمان بمُوجد واحد للكون يُدعى إنكاي أو إنجاي. الإله إنجاي له طبيعة مزدوجة: إنجاي ناروك (الإله الأسود) يدعو للخير والتسامح، وإنجاي نا نيوكي (الإله الأحمر) الذي يدعو إلى الانتقام والضغينة. بالإضافة إلى ذلك، ثمّة ركيزتان أساسيتان لمجتمع الماساي هما: أودو مونجي: البقرة الحمراء وأوروك كيتينج: البقرة السوداء، وهم مقسّمون إلى خمسة عشائر. لديهم أيضًا الطوطم (أي كيان يمثل دور الرمز في القبيلة) الخاص بهم وهو الأسد؛ ولكن رغم هذا فهم يسمحون بقتل الحيوانات. لكن الطريقة التي يقتلون بها الأسد تختلف عن الصيد، لأنهم يمارسون طقوس ومراسم خاصة لذلك. يقع «جبل الإله» أو «جبل أولدينيو لنغاي» في أقصى شمال تنزانيا ويمكن رؤيته من بحيرة ناترون في أقصى جنوب كينيا. يُسمّى الزعيم في نظام ماساي الديني باسم الليبون الذي تتمثل أدواره بالشفاء والالتئام الشاماني والكهانة والنبوءة وضمان النجاح في الحرب أو سقوط الأمطار بكميات كافية. واليوم، يمتلك هذا الشعب دورًا سياسيًا هامًا بسبب ارتفاع عدد زعمائه. إذ تنبع القوة التي يتمتع بها الفرد الليبون من خلال شخصيته وليس وظيفته. اعتنق العديد من أفراد الماساي المسيحية أو الإسلام. يشتهر شعب الماساي بمجوهراتهم المعقدة الخاصة وكانوا يقومون ببيعها للسياح.

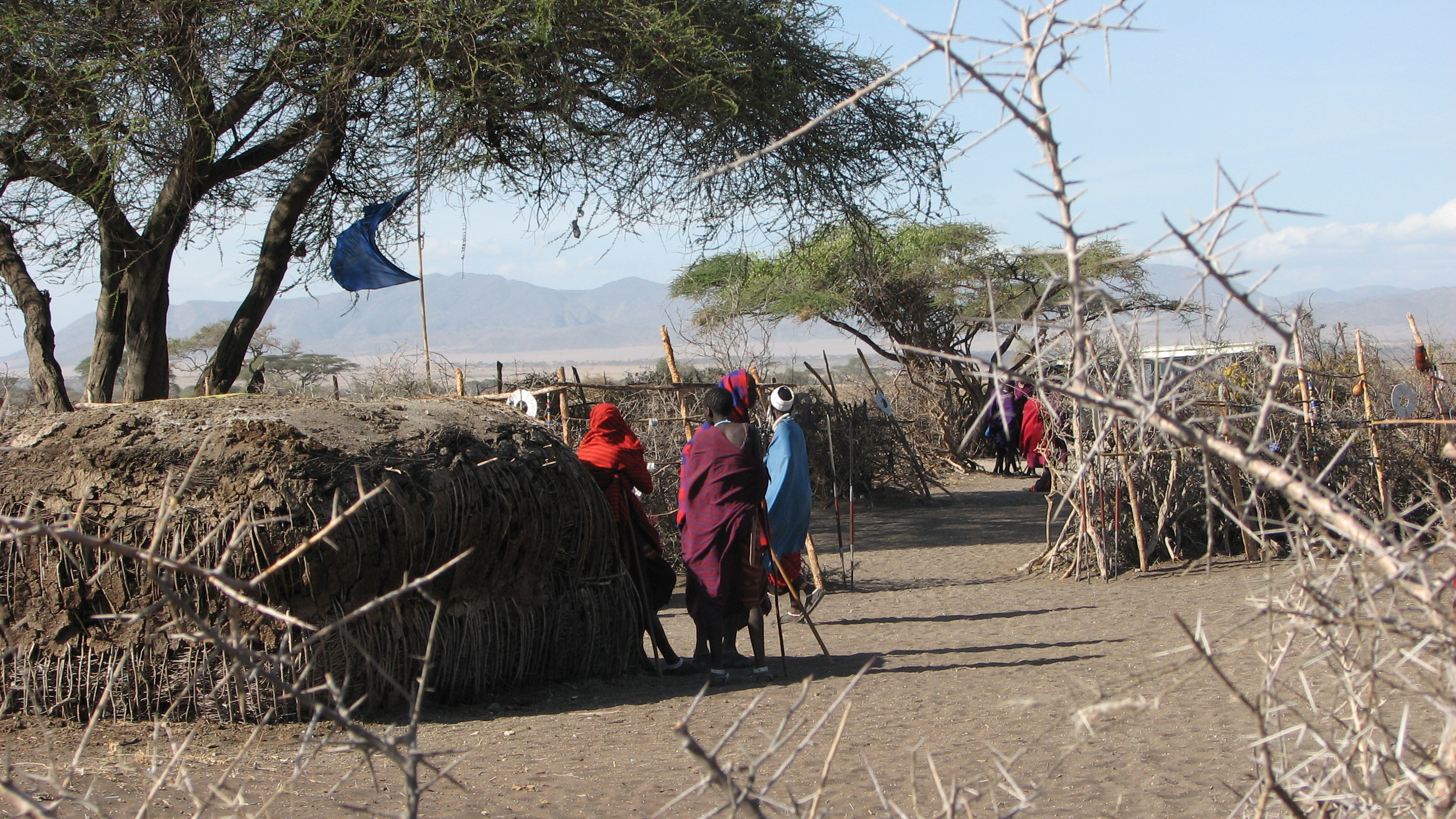
أفراد من شعب الماساي شرق سيرينغيتي عام 2006

وقد أدّى ارتفاع معدل وفيات الرُّضع في السابق بين شعب الماساي إلى عدم التعرف على الأطفال حتى بلوغهم سن 3 أشهر. بالإضافة إلى أن تعليم نساء الماساي العمل داخل العيادات والمستشفيات خلال فترة الحمل مكّن المزيد من الأطفال من النجاة والبقاء على قيد الحياة. توجد بعض الاستثناءات في مناطق نائية وبعيدة جدًا. بالنسبة للماساي الذين يعيشون حياة تقليدية، لا وجود لأي مراسم للموتى إذ تُترك الجثث ليتغذى عليها حيوانات القمّام، أما بالنسبة للجثث التي يرفضها القمام فإنها تُعتبر كافرة ومخطئة وتكون عِرضةّ للعار الاجتماعي؛ ولذلك، من المألوف لديهم أن يتم تغطية الجثث بالدهون والدم الخاصة بثور مذبوح. في الماضي، اقتضى الاحتفال بمراسم الدفن للزعماء العظماء إذ كان من المعتقد بأن جثثهم تضرّ بالتربة.
يتمحور نمط حياة شعب الماساي التقليدي حول قطعان الماشية التي تشكل المصدر الرئيسي للغذاء. لذا تُقاس ثروة الفرد منهم بما يمتلك من الماشية والأطفال. إذ يُعتبر القطيع المؤلف من خمسين ماشية ثروة كبيرة إلى جانب عدد كبير من الأطفال. في حين أن الفرد الذي يمتلك الكثير من القطعان دون الأطفال أو بالعكس، يُعتبر من الفقراء. ثمّة معتقد ديني عند الماساي يفضي بأن الله قد سخّر لهم كل المواشي على الأرض، ما أدى إلى الاعتقاد بأن سرقة الماشية من قبائل أخرى هي مسألة استعادة حقهم ليس غير، ولكنها الآن أصبحت ممارسة أقل شيوعًا.
تُلبي قطعان الماشية جميع احتياجات أفراد الماساي من الغذاء. فهم يأكلون اللحوم ويشربون الحليب بشكل يومي، كما أنهم يشربون الدم في بعض الأحيان. يتم ذبح الثيران والماعز والحملان من أجل الاستفادة من لحومها ضمن مناسبات وطقوس خاصة بالاحتفالات. على الرغم من أن طريقة حياة الماساي بأكملها كانت تعتمد تاريخيُا على الماشية، إلا أنه في الآونة الأخيرة مع تناقص أعداد الماشية، أصبحوا يعتمدون على أنواع غذاء أخرى مثل الذرة البيضاء والأرز والبطاطا والكرنب (المعروف في الماساي باسم أوراق الماعز).

### تأثير العالم الخارجي
أصبح أسلوب الحياة الرعوية التقليدي صعبًا على نحو متزايد بسبب التأثيرات الخارجية للعالم الحديث. وقد ساعد مقال غاريت هاردين تحت عنوان «مأساة العموميات»، وكذلك الأمر في مقال «مجمع المواشي» للعالِم ميلفيل هيرسكوفيتس، في التأثير على علماء البيئة وصانعي السياسات بشأن الضرر الذي تسبب فيه رعاة الماساي في منطقة السافانا. وقد ثبُتَ أن هذا المفهوم غير صحيح في وقت لاحق من قِبَل علماء الأنثروبولوجيا ولكنه ما يزال يُشكّل مشكلة حقيقية في عقول علماء البيئة والمسؤولين التنزانيين. وقد أثر هذا على واضعي السياسات الاستعمارية البريطانية عام 1951 لإبادة جميع أفراد الماساي من متنزه سيرينغيتي الوطني وإبعادهم إلى مناطق داخلية وحول منطقة نجورونجورو المحمية. اقتضت الخطة بوضع مصالح الماساي فوق كل المصالح الأخرى، ولكن هذا الوعد لم يتحقق قط. بالإضافة إلى تفشّي فيروس نقص المناعة التي كانت مشكلة حقيقية بالنسبة لهم.

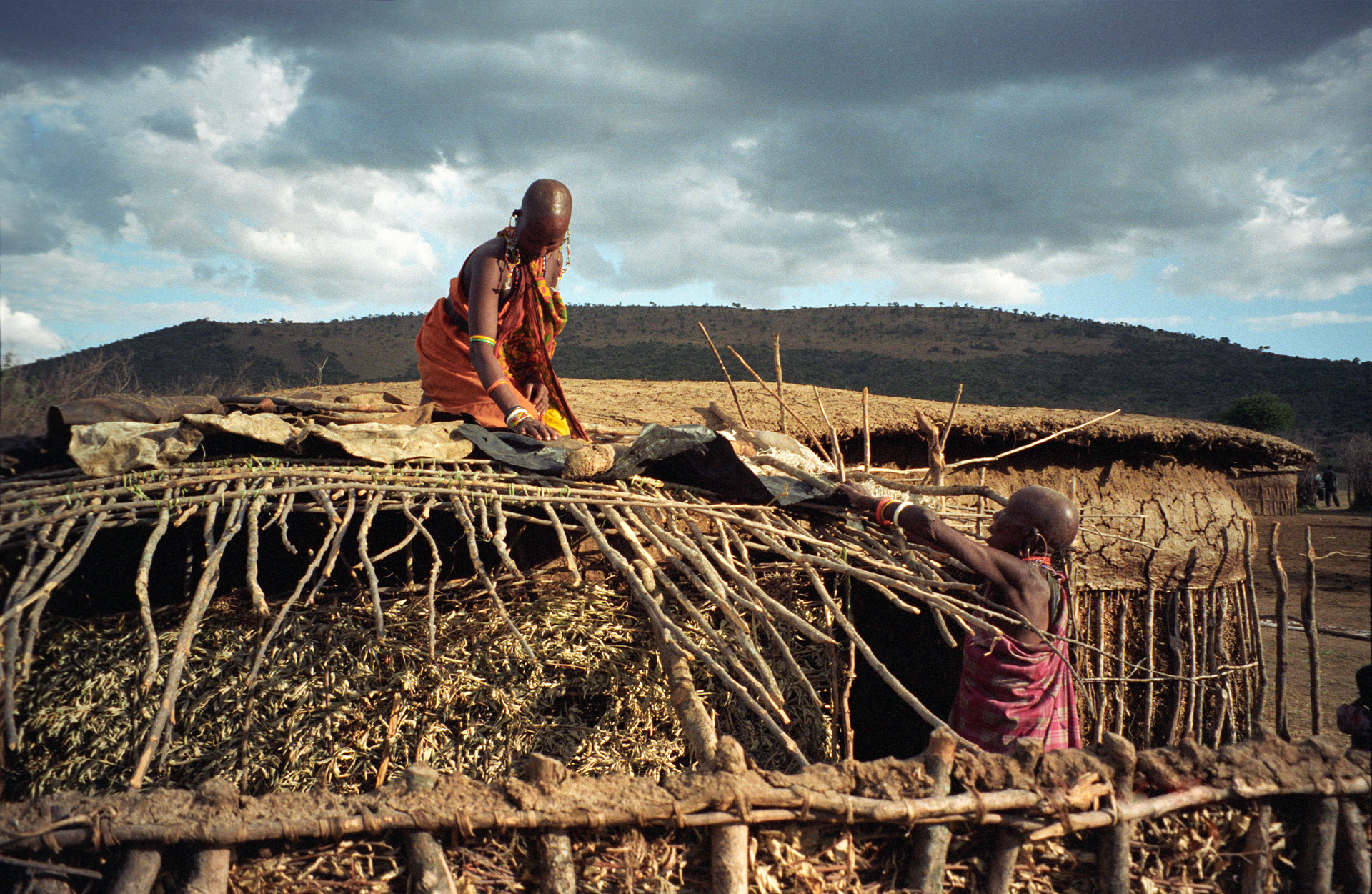
امرأتان من الماساي تصلحان أحد المنازل (1996)

بسبب زيادة عدد أفراد الماساي، فقد قلّ عدد الماشية بسبب المرض وافتقارهم إلى المراعي الملائمة بسبب الحدود الجديدة التي وضعتها بريطانيا إلى جانب توغّل المستوطنات والمزارع من قِبَل قبائل أخرى (وهو أيضًا السبب الرئيسي وراء خسارة مواطن الحياة البرية إلى جانب ممارسات الصيد غير المشروع)، اضطر شعب الماساي إلى تطوير طرق جديدة لدعم أنفسهم. إذ بدأ العديد منهم بزراعة الذرة وغيرها من المحاصيل للاستفادة منها، وهي ممارسة اعتبرت سلبية من الناحية الثقافية. عُرفت الزراعة عن طريق النساء النازحات من قبائل الأروشا والواميرو؛ إذ مارست الأجيال اللاحقة أنماط حياتية مختلطة. ولزيادة تعقيد حالتهم، حُظرت عام 1975 ممارسات الزراعة في منطقة نجورونجورو المحمية. ومن أجل البقاء على قيد الحياة، فقد اضطروا إلى المشاركة في الاقتصاد المالي في تنزانيا. وتعيّن عليهم بيع الماشية والأدوية التقليدية من أجل شراء الغذاء. رُفِعَ الحظر عام 1992 وأصبحت الزراعة مرة أخرى جزءًا هامًا من سُبل العيش لدى الماساي. استمرت الحدود الجديدة وخصخصة الأراضي في الحد من مساحة المراعي، ما أجبرهم على التنقل بشكل كبير.
وعلى مرِّ السنين، بدأت مشاريع عديدة لمساعدة زعماء قبائل الماساي على إيجاد السبل الكفيلة بالحفاظ على تقاليدهم، في حين العمل على موازنة الاحتياجات التعليمية لأطفالهم في العالم الحديث.
تشمل الأشكال الناشئة للعمالة بين سكان الماساي: الزراعة والأعمال التجارية (بيع الأدوية التقليدية، وتشغيل المطاعم/المتاجر، وشراء وبيع المعادن، وبيع منتجات الحليب من قبل النساء، والتطريز، والعمالة المأجورة كحراس أمن أو نادلون) وغيرهم ممن يعملون في القطاعين العام والخاص.
قد انتقل العديد من أفراد الماساي إلى مواقع تجارية حكومية بعيدًا عن الحياة البدوية. ولكن على الرغم من نمط الحياة الحضرية المتطور، إلا أن العديد منهم يتوجهون بسعادة إلى المنازل لارتداء ملابسهم التقليدية: الشوكا (قطعة قماش ملونة) والصندل والرينكا: ملعقة خشبية.

### الأساطير
في أساطير الماساي، تعتبر الطبيعة وعناصرها جوانب مهمة في دينهم. نغاي (ويُسمى أيضًا إينغاي أو إينكاي) هو الخالق الأعلى المخنث، الذي يمتلك مبادئ أنثوية ومذكر. يشير الماساي إلى المسكن البدائي لنغاي باسم «أوْل دوينيو لينجاي» والذي يعني حرفياً «جبل الإله»، والذي يعتقدون أنه يقع في شمال تنزانيا. اسم نغاي أو إينكاي مرادف لكلمة «مطر».
وفي ديانة الماساي، يتوسط لايبون (جمع: لايبوني) بين عالم الأحياء وعالم الخالق. هم كبار كهنة وعرافو الماساي. بالإضافة إلى تنظيم الاحتفالات الدينية وترؤسها - بما في ذلك التضحية والإراقة، فهم أيضًا يشفون الأحياء جسديًا وروحانيًا.

## التعديل الجسدي

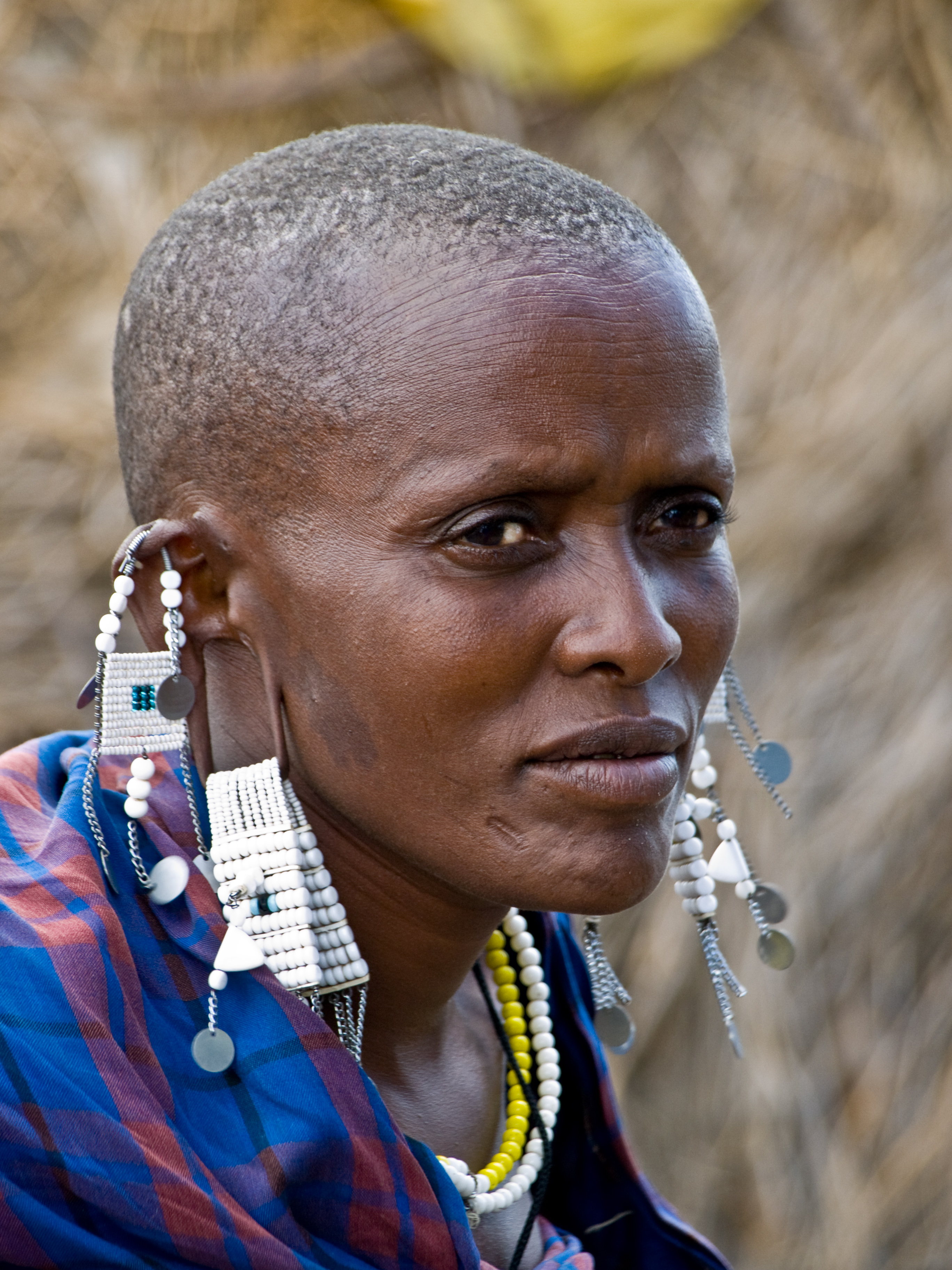
امرأة من الماساي مع شحمة أذن متدلية

إن ثقب وتمديد شحمة الأذن أمر شائع بين قبائل الماساي كما هو الحال مع القبائل الأخرى. تم استخدام مواد مختلفة لثقب الشحمة وتمديدها، بما في ذلك الأشواك للثقب والأغصان وحزم الأغصان والحجارة والمقطع العرضي لأنياب الفيل وأغطية العلب الفارغة. وأصغر مَن في الماساي، وخاصة الأولاد، يتبعون هذه العادة. ترتدي النساء أشكالًا مختلفة من الحلي الخرزية في كل من شحمة الأذن، والثقوب الصغيرة في الجزء العلوي من الأذن. ويمارس الختان بين ذكور الماساي كطقوس للعبور من الصبا إلى مرحلة الرجولة. ويتم ختان النساء أيضًا.
إزالة براعم الأسنان اللبنية في مرحلة الطفولة المبكرة هي ممارسة تم توثيقها في الماساي في كينيا وتنزانيا. هناك اعتقاد قوي بين الماساي بأن الإسهال والقيء والأمراض الحموية الأخرى في الطفولة المبكرة ناتجة عن تورم اللثة فوق منطقة الكلاب، والتي يُعتقد أنها تحتوي على أسنان 'الديدان أو 'النايلون. هذا الاعتقاد والممارسة لا يقتصران على الماساي. في المناطق الريفية في كينيا، تم فحص مجموعة من 95 طفلاً تتراوح أعمارهم بين ستة أشهر وسنتين في 1991/1992. 87٪ خضعوا لإزالة براعم أسنان نفضية واحدة أو أكثر. في فئة عمرية أكبر (من 3 إلى 7 سنوات)، أظهر 72٪ من 111 طفلًا تم فحصهم فقدان أنياب الفك السفلي أو الفك العلوي المتساقط.

## الطرد من الأرض
وبحسب ما ورد تم استهداف مجتمع الماساي بالذخيرة الحية والغاز المسيل للدموع في يونيو 2022 وفقًا للتقارير. ادعى المحامون وجماعات حقوق الإنسان والنشطاء الذين سلطوا الضوء على هذه المسألة أن قوات الأمن في تنزانيا حاولت إخلاء السكان الأصليين من الماساي بالقوة من أراضي أجدادهم من أجل إنشاء محمية ألعاب فاخرة من قبل شركة Otterlo Business Corporation، بزعم أن أفراد العائلة المالكة من الإمارات العربية. اعتبارًا من 18 يونيو 2022، أصيب ما يقرب من 30 شخصًا من الماساي على أيدي قوات الأمن أثناء احتجاجهم على خطط الحكومة لتحديد مساحة 1500 كيلومتر مربع من الأرض كمحمية للألعاب، وفقًا للنشطاء المحليين. وحذر الخبراء من أن إعادة تصنيف المنطقة على أنها محمية صيد، تهدف إلى حظر المستوطنات البشرية والرعي في المنطقة. لم تكن هذه هي المرة الأولى التي تتعرض فيها مجموعات السكان الأصليين للاضطراب في أراضيهم. لطالما هاجمت شركات صيد الطرائد الكبيرة إلى جانب الحكومة الجماعات. أدت هجمات 2022 إلى نزوح أكثر من 150 ألف ماساي من منطقتي لوليوندو ونجورونجورو وفقًا للأمم المتحدة. امتياز صيد يقع في Loliondo مملوك لشركة OBC، وهي شركة يُزعم أنها مرتبطة بالعائلة المالكة الإماراتية وفقًا للمحامين التنزانيين والمدافعين عن البيئة وكذلك نشطاء حقوق الإنسان. استشهد أنورادها ميتال، المدير التنفيذي لمركز الفكر البيئي، معهد أوكلاند بأن OBC لم تكن «شركة سفاري للجميع فقط، لديها عمليات للعائلة المالكة».
وصف تقرير للأمم المتحدة لعام 2019 شركة OBC بأنها شركة صيد للألعاب الفاخرة «مقرها في الإمارات العربية المتحدة» والتي من الواضح أنها منحت رخصة صيد من قبل الحكومة التنزانية في عام 1992 تسمح «للعائلة المالكة في الإمارات العربية المتحدة بتنظيم رحلات صيد خاصة» بالإضافة إلى حرمان شعب الماساي من الوصول إلى أراضي أجدادهم والمياه لرعي الماشية.
عند الاتصال، امتنعت حكومة الإمارات عن الإدلاء بأي تصريحات. وفي الوقت نفسه، علق مكتب OBC على هذه المسألة دون التطرق إلى الروابط المزعومة مع أفراد العائلة المالكة الإماراتية، مشيرًا إلى أنه «لا يوجد إخلاء في لوليوندو Loliondo»، واصفًا إياه بأنه «محمية أرض محمية» مملوكة للحكومة.

## وصلات خارجية
- تاريخ وثقافة الماساي